# Cynara cyrenaica
Cynara cyrenaica ist eine Pflanzenart aus der Gattung der Artischocken (Cynara) und der Familie der Korbblütler (Asteraceae).

## Merkmale
Cynara cyrenaica ist ein ausdauernder Schaft-Hemikryptophyt, der Wuchshöhen von 20 bis 80 Zentimetern erreicht. Die Grundblätter sind 12 bis 33 Zentimeter lang, 6 bis 10 Zentimeter breit, zweifach gefiedert, einfarbig grün und kürzer als der Stängel. Der Blattrand ist deutlich eingerollt. Die Anhängsel der mittleren Hüllblätter sind eiförmig bis schmal eiförmig und undeutlich. Die Hülle misst 32 bis 36 × (20) 25 bis 28 Millimeter und ist breit eiförmig. Die Krone ist purpurn oder blauviolett gefärbt.
Die Blütezeit reicht von Mai bis August.

## Vorkommen
Cynara cyrenaica kommt im Bereich der südlichen Ägäis und der Cyrenaika vor. Die Art wächst in Phrygana und auf Brachland. Auf Kreta ist sie in Höhenlagen von 400 bis 700 Metern zu finden.

## Belege
1. 1 2 3 4  Ralf Jahn, Peter Schönfelder: Exkursionsflora für Kreta. Mit Beiträgen von Alfred Mayer und Martin Scheuerer. Eugen Ulmer, Stuttgart (Hohenheim) 1995, ISBN 3-8001-3478-0, S. 325–326.